# Drosophila pulchrella
Drosophila pulchrella är en tvåvingeart som beskrevs av Tan, Hsu och Mao-Ling Sheng 1949. Drosophila pulchrella ingår i släktet Drosophila och familjen daggflugor.
Artens utbredningsområde är östra Asien från Indien till Kina och Japan.